# میلابی

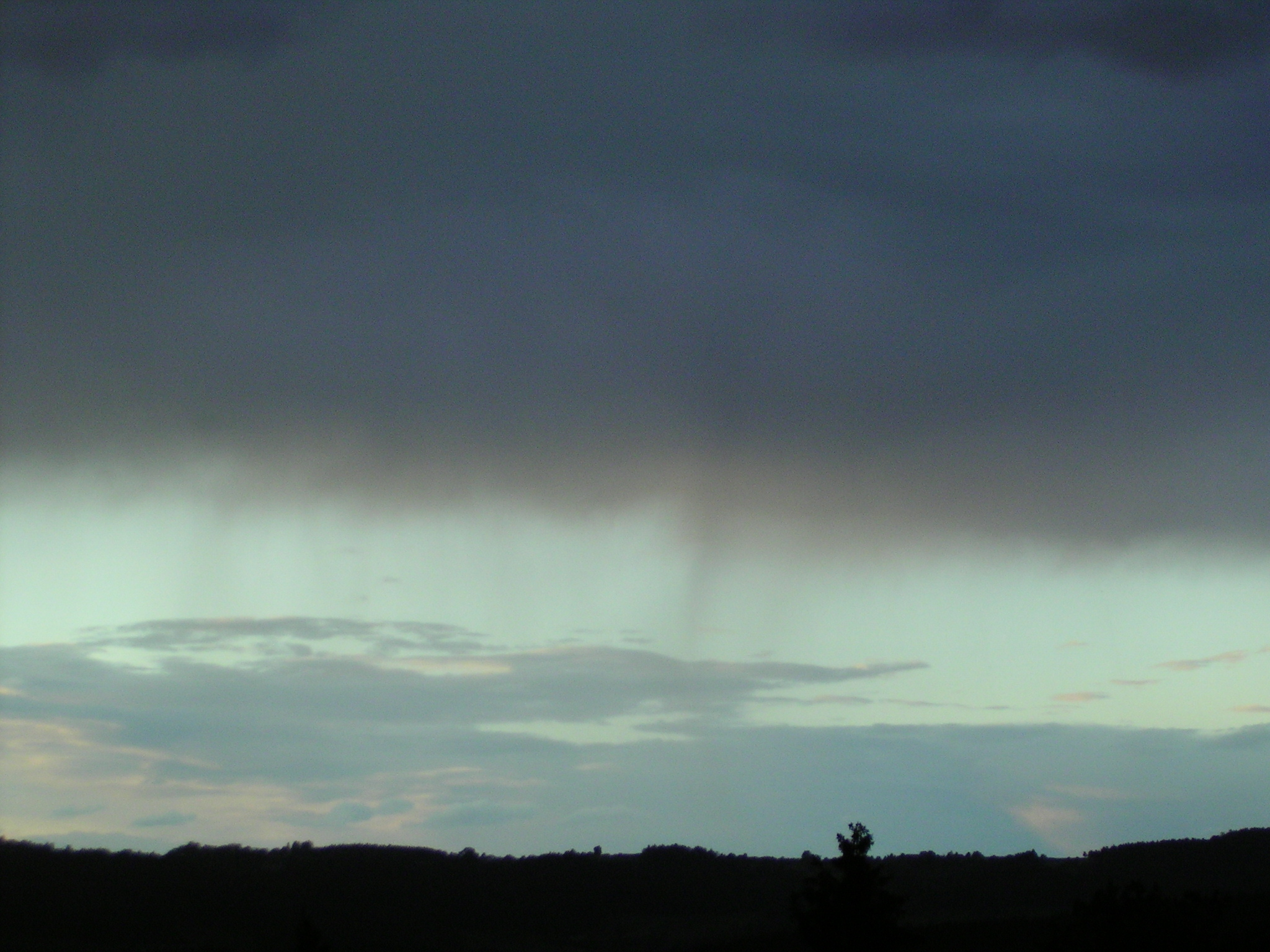
میلابی یک ابر نیمبواستراتوس.

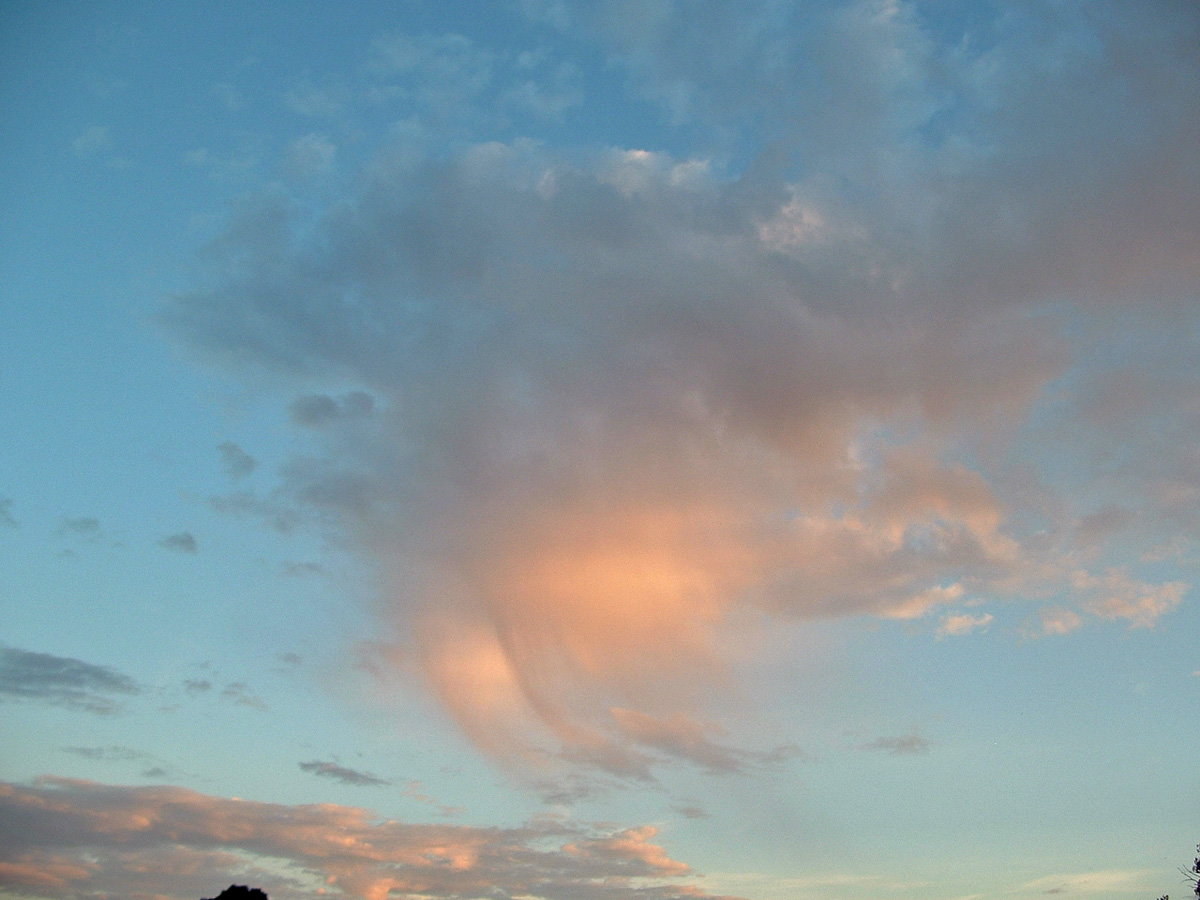
میلابی در حال ریزش از ابر آلتوکومولوس.

میلابی آثار قائم یا مایل بارش متصل به سطح زیرین ابر است که به سطح زمین نمی‌رسد.
این اصطلاح اکثراً همراه با ابرهای پرساکومه‌ای و فرازکومه‌ای و فرازپوشنی و باراپوشنی و پوشن‌کومه‌ای و کومه‌ای و کومه‌ای‌بارا می‌آید.